# Piasek (powiat lubliniecki)
Piasek (niem. Ludwigsthal) – wieś sołecka w Polsce położona w województwie śląskim, w powiecie lublinieckim, w gminie Woźniki przy skrzyżowaniu dróg wojewódzkich DW906 i DW908. Wcześniej miejscowość posiadała prawa gminne.
W latach 1975–1998 miejscowość należała administracyjnie do województwa częstochowskiego.

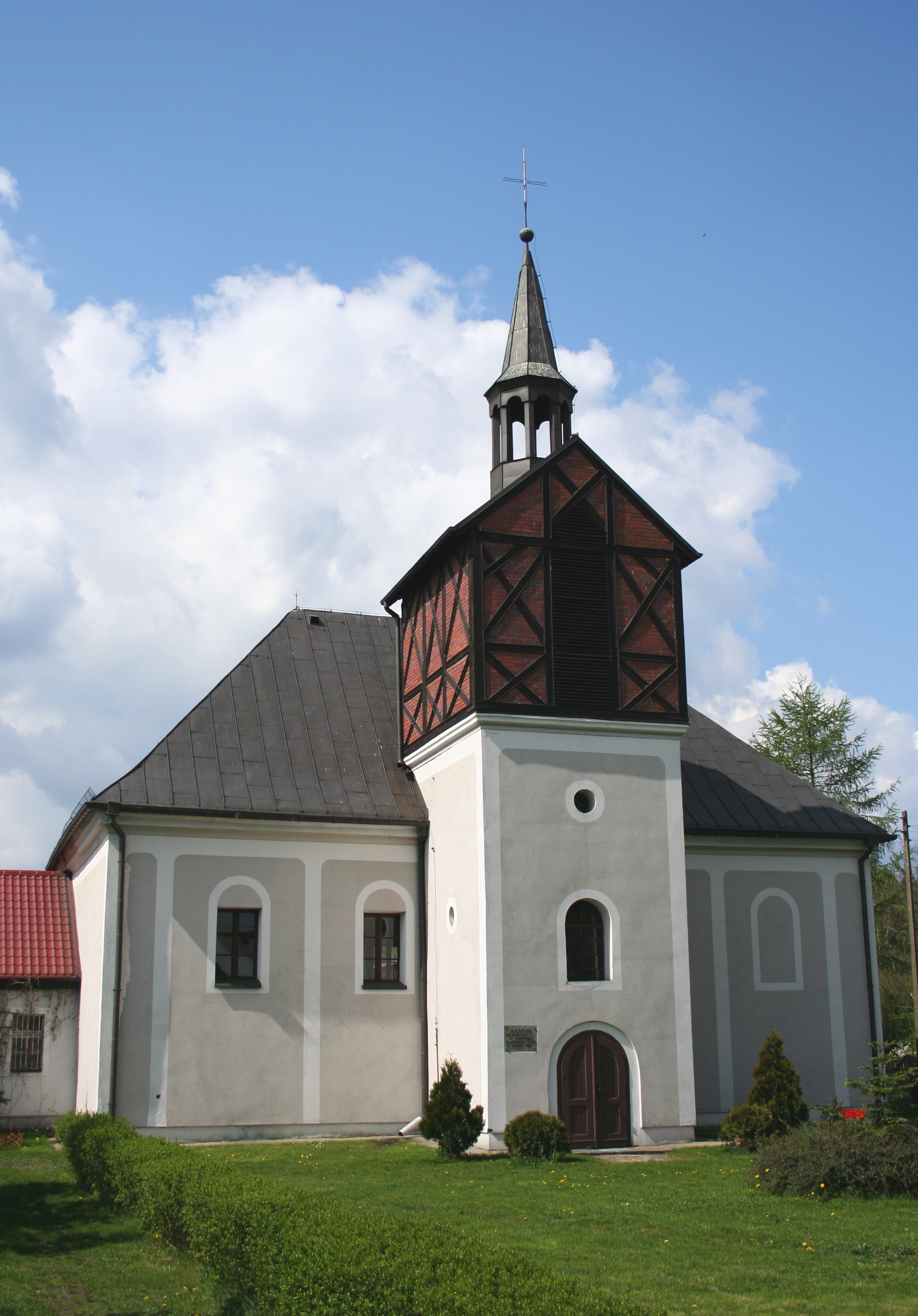
Kościół ewangelicki w Piasku

Ze względu na to, że miejscowość zamieszkiwana była w XIX wieku w dużej mierze przez Niemców wyznania ewangelicko-augsburskiego oraz były w niej wybudowane kościół ewangelicki oraz szkoła ewangelicka, przyjęła się też nazwa Piasek Ewangelicki, która jeszcze używana jest przez mieszkańców okolicznych miejscowości. Kościół ewangelicki wybudowany został w roku 1760. W połowie lat 90. XX wieku przeszedł generalny remont.
W miejscowości znajduje się tablica upamiętniająca żołnierzy pruskich poległych w walkach z żołnierzami napoleońskimi w latach 1813–1815. W latach 20. XX wieku na terenie miejscowości odkryto groby całopalne z okresu kultury łużyckiej.
Od końca XVIII w. wieś posiadała pieczęć gminną, na której wizerunku przedstawiono kościół z dwiema wieżami – widok z boku, z frontem i wyższą wieżą po prawej stronie, a niższą po lewej. Przed frontem budynku po prawej wysoka topola.